# Fédération française d'hélicoptère
Pour les articles homonymes, voir FFH.
La Fédération française d'hélicoptère (FFH) regroupe les clubs ou associations françaises pratiquant l'hélicoptère à titre privé, sportif ou de loisir.

## Histoire
La fédération a été créée en 1989 sous le statut des associations loi de 1901 et a son siège à l'aérodrome de Lognes-Émerainville en Seine-et-Marne.
La fédération a changé de nom au 1er janvier 2019 pour devenir la fédération française d'hélicoptère.

## Championnats de France
La FFH organise chaque année les championnats de France où des équipages de deux (pilote et navigateur) se confrontent dans un esprit sportif. Les meilleurs résultats permettent d'accéder à l'équipe de France. Cette équipe participe ensuite aux championnats du monde.
En 1994, les championnats du monde ont eu lieu à Moscou, et une médaille de bronze pour la troisième place en free style a été remportée par l'équipage Jacky Lebon - Dominique Fourre. Cet équipage est originaire de l'île de La Réunion.
Juliette Bouchez, pilote professionnel est restée plusieurs années successives Championne de France.
Henri Pescarolo, coureur automobile, a également occupé la première place du championnat national.